# Кастл, Джонни
Джонни Кастл (англ. Johnny Kastl) — американский актёр. Широко известен публике по роли Дага Мерфи из сериала «Клиника».

## Биография
Актёр родился в Оклахоме, а вырос в Техасе. Окончил Университет Вашингтона в Сент-Луисе, штат Миссури, где получил степень по биологии и драме. В университете он был соучредителем театральной труппы под названием «Kaktabulz».
Роль Дага в «Клинике» — первая серьёзная актёрская работа Джонни. Всего в «Клинике» он сыграл в 48 сериях. Во время съемок четвёртого сезона сериала Джонни сломал обе ноги в результате несчастного случая, что было отражено в фильме в сериях «My Faith in Humanity» и «My Big Move». В комментариях к DVD Билл Лоуренс дал пояснение к этому случаю:
Мы чувствовали, что перелом обеих ног — это очень по-Даговски, поэтому решили включить это в сериал.Билл Лоуренс
Джонни — активный игрок в гольф. Он выиграл соревнование Big-Break All Star Challenge Scrubs телеканала The Golf Channel, в котором участвовали актёры телесериала «Клиника», обыграв в финале Роберта Масчио (Тодд).

## Фильмография
| Год       |     | Русское название | Оригинальное название        | Роль              |
| --------- | --- | ---------------- | ---------------------------- | ----------------- |
| 2001      | ф   | Буря             | The Tempest                  | боцман            |
| 2001—2009 | с   | Клиника          | Scrubs                       | доктор Даг Мерфи  |
| 2002      | кор | —                | I Dreamt of Bombay           | Роберт            |
| 2002      | с   | Подруги          | Girlfriends                  | парень            |
| 2003      | ф   | Халк             | Hulk                         | солдат            |
| 2004      | ф   | —                | Ball & Chain                 | Монти             |
| 2005      | ф   | Война миров      | War of the Worlds            | бостонский солдат |
| 2005      | с   | Там              | Over There                   | сержант Нисон     |
| 2006      | с   | Детектив Раш     | Cold Case                    | Уэс Флойд         |
| 2007      | с   | Вероника Марс    | Veronica Mars                | Эдди Неттлс       |
| 2007      | ф   | —                | I Gotta Be Better Than Keanu | скользкий агент   |
| 2009      | с   | Зверь            | The Beast                    | Тодд Джараски     |